# Cithaerias aurora
Cithaerias aurora är en fjärilsart som beskrevs av Felder 1862. Cithaerias aurora ingår i släktet Cithaerias och familjen praktfjärilar. Inga underarter finns listade i Catalogue of Life.